# Іфрейта (Пенсільванія)
Іфрейта (англ. Ephrata) — місто (англ. borough) в США, в окрузі Ланкастер штату Пенсільванія. Населення — 13 794 особи (2020).

## Географія
Іфрейта розташована за координатами 40°10′51″ пн. ш. 76°10′49″ зх. д. / 40.18083° пн. ш. 76.18028° зх. д. (40.180851, -76.180184).  За даними Бюро перепису населення США в 2010 році місто мало площу 8,96 км², з яких 8,85 км² — суходіл та 0,11 км² — водойми.

## Демографія
Згідно з переписом 2010 року, у селищі мешкали 13 394 особи в 5541 домогосподарстві у складі 3595 родин. Густота населення становила 1494 особи/км².  Було 5783 помешкання (645/км²).
Расовий склад населення:
| - 94,0 % — білих - 1,3 % — азіатів - 1,0 % — чорних або афроамериканців - 0,2 % — корінних американців - 1,8 % — осіб інших рас |

До двох чи більше рас належало 1,8 %. Частка іспаномовних становила 5,2 % від усіх жителів.
За віковим діапазоном населення розподілялося таким чином: 23,3 % — особи молодші 18 років, 63,3 % — особи у віці 18—64 років, 13,4 % — особи у віці 65 років та старші. Медіана віку мешканця становила 36,8 року. На 100 осіб жіночої статі у селищі припадало 94,6 чоловіків;  на 100 жінок у віці від 18 років та старших — 93,0 чоловіків також старших 18 років.
Середній дохід на одне домашнє господарство  становив 60 396 доларів США (медіана — 51 300), а середній дохід на одну сім'ю — 71 787 доларів (медіана — 59 387). Медіана доходів становила 46 757 доларів для чоловіків та 29 483 долари для жінок. За межею бідності перебувало 10,8 % осіб, у тому числі 14,7 % дітей у віці до 18 років та 6,5 % осіб у віці 65 років та старших.
Цивільне працевлаштоване населення становило 7342 особи. Основні галузі зайнятості: освіта, охорона здоров'я та соціальна допомога — 23,0 %, виробництво — 19,2 %, роздрібна торгівля — 11,4 %, мистецтво, розваги та відпочинок — 9,0 %.